# Moutonnet
Pour plus de détails, voir Fiche technique et Distribution.
Moutonnet est un film français réalisé par René Sti, sorti en 1936.

## Synopsis
Un paysan vulgaire, qui vend des chevaux pour vivre, s’aventure à Paris pour revoir son ami de longue date, désormais une star de cinéma mais il sera amèrement déçu en le voyant.

## Fiche technique
- Titre : Moutonnet
- Réalisation : René Sti, assisté de Pierre Prévert
- Scénario : Noël-Noël et Georges Chaperot
- Adaptation : Jacques Prévert et René Sti
- Dialogues : Jacques Prévert
- Décors : Serge Pimenoff
- Photographie : Jean Bachelet et André Dantan
- Son : Igor B. Kalinowski
- Montage : Pierre Méguérian
- Musique : Paul Misraki, Ray Ventura, Noël-Noël et Jean Féline
- Directeur de production : Oscar Dancigers
- Société de production : Mega Films
- Pays de production : France
- Format : Noir et blanc - 1,37:1 - Mono - 35 mm
- Genre : comédie
- Date de sortie : 
  - France : 10 juillet 1936

## Distribution
- Noël-Noël : Moutonnet et Mérac
- Lucien Rozenberg : Dumonthal
- Michel Simon : Frecheville
- Janine Crispin : Élise
- Suzy Prim : Dolly
- Allain Dhurtal
- Léon Arvel
- Paul Azaïs : le garçon d'étage
- Nina Bertin
- Jacques Brunius
- Marcel Carpentier
- Aline Debray : l'amie d'Élise
- Eddy Debray
- Jean Deiss
- Marcel Duhamel
- Louis Florencie
- Claire Gérard
- Anthony Gildès
- Paul Gury
- Marcel Lupovici
- Albert Malbert
- Rodolphe Marcilly : l'esthète prétentieux
- Gaston Mauger
- Marcel Melrac
- Georges Montel
- Georges Paulais
- Émile Saint-Ober
- René Wheeler